# Phonognatha neocaledonica
Phonognatha neocaledonica is een spinnensoort uit de familie van de Phonognathidae.
De wetenschappelijke naam van de soort werd in 1924 als naam van de ondersoort Phonognatha graeffei neocaledonica gepubliceerd door Lucien Berland.